# Leașcivka, Ciornobai
Leașcivka (în ucraineană Лящівка) este o comună în raionul Ciornobai, regiunea Cerkasî, Ucraina, formată numai din satul de reședință. În secolul al XIX-lea, satul făcea parte din volostul Velîka Burimka, uezdul Zolotonoșa.

## Demografie
Componența lingvistică a comunei Leașcivka
     Ucraineană (98,13%)
     Rusă (1,25%)
Conform recensământului din 2001, majoritatea populației comunei Leașcivka era vorbitoare de ucraineană (98,13%), existând în minoritate și vorbitori de rusă (1,25%).